# Scythocentropus poliades
Scythocentropus poliades là một loài bướm đêm trong họ Noctuidae.